# Jewgeni Nikolajewitsch Andrejew
Jewgeni Nikolajewitsch Andrejew (russisch Евгений Николаевич Андреев; * 4. September 1926 in Nowosibirsk; † 9. Februar 2000 in Schtscholkowo) war ein russischer Testpilot und Fallschirmspringer.

## Leben
Jewgeni Andrejew wurde 1944 zur Armee eingezogen und kam an die Fliegerschule in Armawir, wo er eine Ausbildung zum Fallschirmjäger absolvierte. Nach deren Abschluss begann seine Laufbahn als Testspringer. Andrejew testete 1954 erstmals in der Sowjetunion einen Katapultsitz bei Überschallgeschwindigkeit, erlitt aber beim Ausstieg Verletzungen am Fuß, die eine lebenslange Behinderung nach sich zogen. Trotzdem konnte er seine Laufbahn als Testspringer fortsetzen.

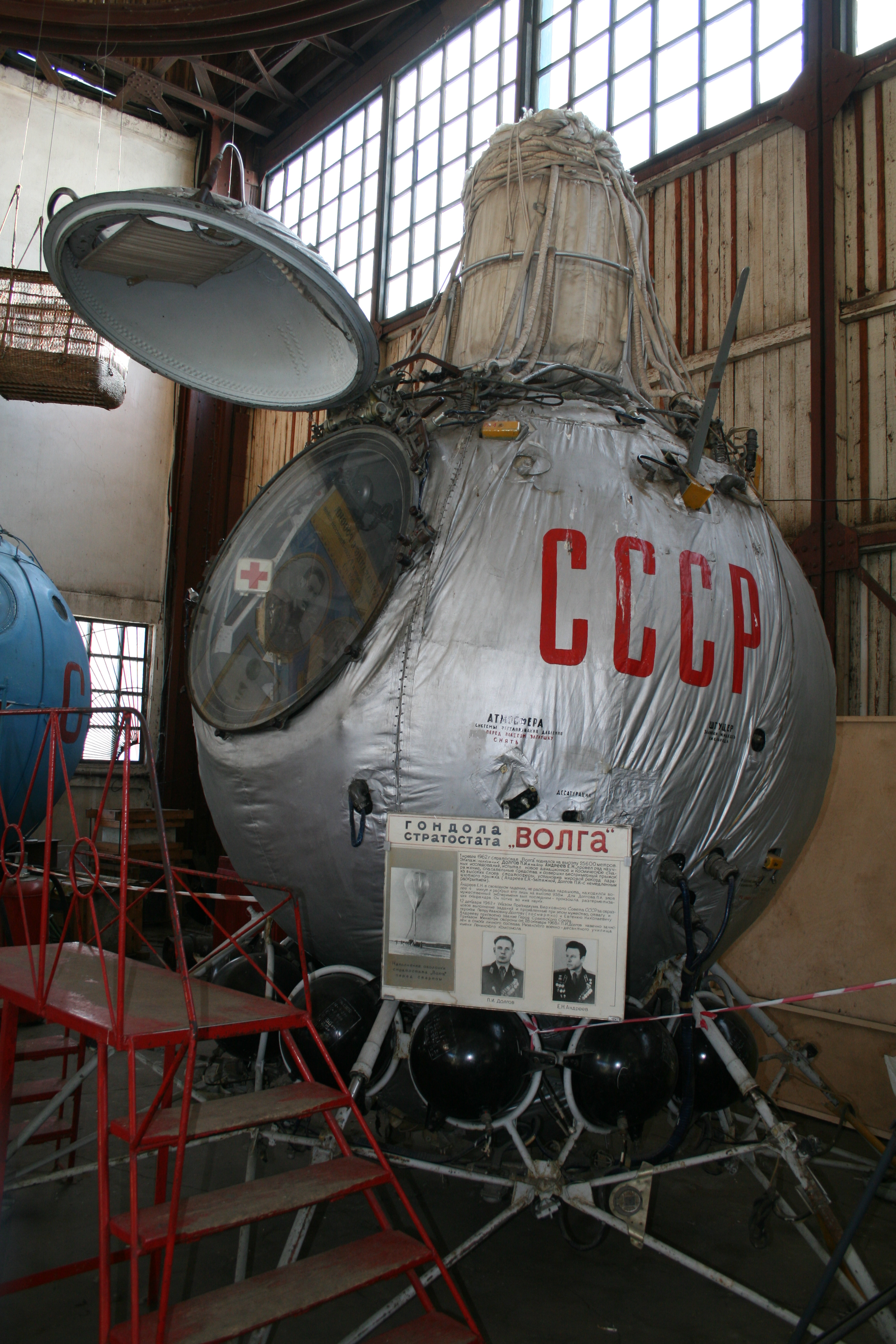
Gondel des Wolga-Ballons, Andrejew ist bei den kleinen Abbildungen rechts zu sehen.

Bekannt wurde Andrejew in der UdSSR durch seinen Stratosphärensprung am 1. November 1962, als er mit dem 70.000-m³-Heliumballon „Wolga“ bei der Stadt Wolsk aufstieg und aus einer Höhe von 25.458 m absprang. Da er anders als der zwei Jahre zuvor aus über 30.000 m abgesprungene Joseph Kittinger keinen Steuerschirm benutzte und seinen Fallschirm erst in 958 m Höhe öffnete, war er der Weltrekordhalter für den mit 24.500 m tiefsten freien Fall eines Menschen, bis ihn Felix Baumgartner am 14. Oktober 2012 mit 36.402,6 m ablöste. 
Sein Kollege Pjotr Dolgow, der nach ihm absprang, kam ums Leben, weil er beim Ausstieg aus der Ballonkapsel seinen Druckanzug beschädigte. Beide erhielten die Auszeichnung Held der Sowjetunion. Insgesamt stellte Andrejew acht Weltrekorde auf und absolvierte über 4000 Sprünge.